# سوزی پارکر
 سوزی پارکر (انگلیسی: Suzy Parker؛ ۲۸ اکتبر ۱۹۳۲ – ۳ مهٔ ۲۰۰۳) یک هنرپیشه، و مانکن (فرد) اهل ایالات متحده آمریکا بود. وی بین سال‌های ۱۹۴۷ تا ۱۹۷۰ میلادی فعالیت می‌کرد. از فیلم‌های او می‌توان به مضحک‌روی اشاره نمود.